# Regierungsbezirk Breslau

Schlesiens indelning 1905:
Regierungsbezirk Liegnitz
Regierungsbezirk Breslau
Regierungsbezirk Oppeln

Regierungsbezirk Breslau var ett preussiskt regeringsområde, som existerade åren 1813–1945 och utgjorde mellersta delen av provinsen Schlesien fram till 1919. Vid provinsens delning detta år kom regeringsområdet istället att utgöra östra delen av provinsen Niederschlesien. Huvudort i regeringsområdet var Breslau (polska: Wrocław).

## Demografi
Det hade en yta på 13 482 km² och 1 697 719 invånare (1900), däribland 973 805 evangeliska lutheraner, 696 121 katoliker och 23 285 judar.

## Historia
1919 blev området tillsammans med Regierungsbezirk Liegnitz del av den då nybildade provinsen Niederschlesien. Med undantag för perioden 1938–1941, då området kort ingick i den förenade provinsen Schlesien, kom denna delning att kvarstå fram till krigsslutet 1945.
Efter Tysklands nederlag i andra världskriget 1945 hamnade området öster om Oder-Neisse-linjen och tillföll Polen enligt Potsdamöverenskommelsen. Området ligger idag i östra delen av Nedre Schlesiens vojvodskap och en mindre del i västra Opole vojvodskap i Polen.

## Administrativ indelning (1910)
| Stadskretsar 1. Breslau 2. Brieg (från 1907) 3. Schweidnitz | Kretsar och landkretsar 1. Landkreis Breslau 2. Landkreis Brieg 3. Kreis Frankenstein (Frankenstein) 4. Kreis Glatz (Glatz) 5. Kreis Groß Wartenberg (Groß Wartenberg) 6. Kreis Guhrau (Guhrau) 7. Kreis Habelschwerdt (Habelschwerdt) 8. Kreis Militsch (Militsch) 9. Kreis Münsterberg (Münsterberg) 10. Kreis Namslau (Namslau) 11. Kreis Neumarkt (Neumarkt) 12. Kreis Neurode (Neurode) 13. Kreis Nimptsch (Nimptsch) 14. Kreis Oels (Oels) 15. Kreis Ohlau (Ohlau) 16. Kreis Reichenbach (Reichenbach) 17. Landkreis Schweidnitz (Schweidnitz) 18. Kreis Steinau (Steinau) 19. Kreis Strehlen (Strehlen) 20. Kreis Striegau (Striegau) 21. Kreis Trebnitz (Trebnitz) 22. Kreis Waldenburg (Waldenburg) 23. Kreis Wohlau (Wohlau) |

## Regeringspresidenter
- 1813–1845: Friedrich Theodor von Merckel
- 1845–1848: Wilhelm von Wedell
- 1848–1856: Johann Eduard von Schleinitz (kommissarisch)
- 1856–1863: Robert von Prittwitz und Gaffron
- 1863–1869: Johann Eduard von Schleinitz
- 1869–1872: Eberhard zu Stolberg-Wernigerode
- 1873–1874: Ferdinand von Nordenflycht
- 1874–1877: Adolf von Arnim-Boitzenburg
- 1877–1879: Robert von Puttkamer
- 1879–1881: Otto Theodor von Seydewitz
- 1881–1894: Woldemar Junker von Ober-Conreuth
- 1894–1903: Wilhelm von Heydebrand und der Lasa
- 1903–1909: Friedrich von Holwede
- 1909–1911: Philipp von Baumbach
- 1911–1916: Georg von Tschammer und Quaritz
- 1916–1919: Traugott von Jagow
- 1919–1930: Wolfgang Jaenicke
- 1930–1933: Wilhelm Happ
- 1933–1945: Georg Kroll